# Chris Campoli
Pour les articles homonymes, voir Campoli.
Christopher Campoli (né le 9 juillet 1984 à Mississauga, dans la province de l'Ontario au Canada) est un joueur professionnel canadien de hockey sur glace,.
Il a joué pour les Blackhawks de Chicago, les Sénateurs d'Ottawa, les Canadiens de Montréal et les Islanders de New York dans la Ligue nationale de hockey et pour les Sound Tigers de Bridgeport dans la Ligue américaine de hockey.

## Carrière de joueur
Il participe avec l'équipe LHO au Défi ADT Canada-Russie en 2003. Il est repêché en 227e position du repêchage d'entrée dans la LNH 2004 par les Islanders de New York. Il fait ses débuts avec les Islanders l'année suivante marquant son premier but dans la LNH lors d'une victoire contre les Sabres de Buffalo. Blessé à l'aine à la fin du camp d'entrainement de la saison 2006-2007, il rate les 31 premiers matchs de son équipe et commence la saison avec le club école, les Sound Tigers de Bridgeport.
Le 20 février 2009, Campoli est échangé avec Mike Comrie, aux Sénateurs d'Ottawa, pour Dean McAmmond et un premier choix au repêchage de 2009.
Le 28 février 2011, Campoli est échangé aux Blackhawks de Chicago, incluant un choix de 7e ronde conditionnel de 2011, en retour les Sénateurs obtiennent un choix conditionnel de 2e ronde en 2011 et Ryan Potulny.
Le 26 septembre 2011, il signe un contrat d'un an avec les Canadiens de Montréal pour la somme de 1 750 000 $.

## Statistiques
| Saison     | Équipe                     | Ligue      |     | Saison régulière | Saison régulière | Saison régulière | Saison régulière | Saison régulière |   | Séries éliminatoires | Séries éliminatoires | Séries éliminatoires | Séries éliminatoires | Séries éliminatoires |
| Saison     | Équipe                     | Ligue      | PJ  | B                | A                | Pts              | Pun              | PJ               | B | A                    | Pts                  | Pun                  |                      |                      |
| 2000-2001  | Otters d'Érié              | LHO        | 52  | 1                | 9                | 10               | 47               | 15               | 0 | 0                    | 0                    | 4                    |                      |                      |
| 2001-2002  | Otters d'Érié              | LHO        | 68  | 2                | 24               | 26               | 117              | 20               | 0 | 5                    | 5                    | 18                   |                      |                      |
| 2002-2003  | Otters d'Érié              | LHO        | 60  | 8                | 40               | 48               | 82               | -                | - | -                    | -                    | -                    |                      |                      |
| 2003-2004  | Otters d'Érié              | LHO        | 67  | 20               | 46               | 66               | 66               | 8                | 0 | 6                    | 6                    | 16                   |                      |                      |
| 2004-2005  | Sound Tigers de Bridgeport | LAH        | 79  | 15               | 34               | 49               | 78               | -                | - | -                    | -                    | -                    |                      |                      |
| 2005-2006  | Islanders de New York      | LNH        | 80  | 9                | 25               | 34               | 46               | -                | - | -                    | -                    | -                    |                      |                      |
| 2006-2007  | Islanders de New York      | LNH        | 51  | 1                | 13               | 14               | 23               | 5                | 1 | 1                    | 2                    | 2                    |                      |                      |
| 2006-2007  | Sound Tigers de Bridgeport | LAH        | 15  | 3                | 3                | 6                | 8                | -                | - | -                    | -                    | -                    |                      |                      |
| 2007-2008  | Islanders de New York      | LNH        | 46  | 4                | 14               | 18               | 16               | -                | - | -                    | -                    | -                    |                      |                      |
| 2008-2009  | Islanders de New York      | LNH        | 51  | 6                | 11               | 17               | 43               | -                | - | -                    | -                    | -                    |                      |                      |
| 2008-2009  | Sénateurs d'Ottawa         | LNH        | 25  | 5                | 8                | 13               | 12               | -                | - | -                    | -                    | -                    |                      |                      |
| 2009-2010  | Sénateurs d'Ottawa         | LNH        | 67  | 4                | 14               | 18               | 16               | 6                | 0 | 2                    | 2                    | 4                    |                      |                      |
| 2010-2011  | Sénateurs d'Ottawa         | LNH        | 58  | 3                | 11               | 14               | 34               | -                | - | -                    | -                    | -                    |                      |                      |
| 2010-2011  | Blackhawks de Chicago      | LNH        | 19  | 1                | 6                | 7                | 2                | 7                | 0 | 1                    | 1                    | 2                    |                      |                      |
| 2011-2012  | Canadiens de Montréal      | LNH        | 43  | 2                | 9                | 11               | 8                | -                | - | -                    | -                    | -                    |                      |                      |
| 2012-2013  | HC Bienne                  | LNA        | 4   | 0                | 3                | 3                | 2                | 6                | 1 | 5                    | 6                    | 4                    |                      |                      |
| 2013-2014  | HC Lugano                  | LNA        | 8   | 0                | 4                | 4                | 2                | -                | - | -                    | -                    | -                    |                      |                      |
| 2013-2014  | HV 71                      | SHL        | 33  | 3                | 6                | 9                | 34               | 3                | 0 | 1                    | 1                    | 2                    |                      |                      |
| 2014-2015  | HV 71                      | SHL        | 52  | 4                | 18               | 22               | 59               | 6                | 3 | 0                    | 3                    | 2                    |                      |                      |
| 2015-2016  | HV 71                      | SHL        | 32  | 3                | 15               | 18               | 39               | 6                | 3 | 2                    | 5                    | 0                    |                      |                      |
| Totaux LNH | Totaux LNH                 | Totaux LNH | 440 | 35               | 111              | 146              | 200              | 18               | 1 | 4                    | 5                    | 8                    |                      |                      |